# Hydriomena cynosura
Hydriomena cynosura är en fjärilsart som beskrevs av Druce 1893. Hydriomena cynosura ingår i släktet Hydriomena och familjen mätare. Inga underarter finns listade i Catalogue of Life.